# Imperial-Enlow
Imperial-Enlow fue un lugar designado por el censo ubicado en el condado de Allegheny en el estado estadounidense de Pensilvania. En el año 2000 tenía una población de 3514 habitantes y una densidad poblacional de 339 personas por km².

## Geografía
Imperial-Enlow se encuentra ubicado en las coordenadas 39°27′5″N 77°14′32″O / 39.45139, -77.24222.

## Demografía
Según la Oficina del Censo en 2000 los ingresos medios por hogar en la localidad eran de $40 668 y los ingresos medios por familia eran $49 750. Los hombres tenían unos ingresos medios de $38 318 frente a los $26 171 para las mujeres. La renta per cápita para la localidad era de $22 226. Alrededor del 8.7% de la población estaba por debajo del umbral de pobreza.